# Девід Кеннеді
Девід Меттью Кеннеді (англ. David Matthew Kennedy; 21 липня 1905 — 1 травня 1996) — 60-й міністр фінансів США.
Народився в Рандолф, Юта, в сім'ї мормонів. Одружившись в 19-річному віці й прослуживши деякий час у мормонській місії в Ліверпулі, Кеннеді здобуває вищу освіту в університеті Джорджа Вашингтона, з 1930 по 1946 рік працює у Федеральній резервній системі, після чого перейшов на службу в банк «Іллінойс Континентал», де в найближчі 10 років робить кар'єру і стає його генеральним директором. У 1957 році стає членом опікунської ради Чиказького університету, в 1961 році — Брукінгса.
У 1962 році президент Кеннеді призначає свого однофамільця (Девід Кеннеді не був пов'язаний з кланом Кеннеді родинними узами) членом правління COMSAT — корпорації, що управляє глобальною системою супутникового зв'язку в США.
З 1969 по 1971 рік Кеннеді є міністром фінансів США за президента Річарда Ніксона. Після цього, з березня 1972 по лютий 1973 року, обіймає посаду Постійного представника США в НАТО.
Також Кеннеді був спеціальним представником мормонської Церкви Ісуса Христа Святих Останніх Днів.
Помер Девід Кеннеді в Солт-Лейк-Сіті, Юта, від серцевої недостатності на 91-му році життя.
Іменем Кеннеді названий Центр міжнародних досліджень в Університеті Бригама Янга.